# Pochodna Pincherlego
Pochodna Pincherlego – operator liniowy {\displaystyle T'\colon K[x]\to K[x]} przekształcający inny operator liniowy {\displaystyle T\colon K[x]\to K[x],} określony na przestrzeni liniowej wielomianów zmiennej {\displaystyle x} z ciała {\displaystyle \mathbb {K} ,} zdefiniowany wzorem
{\displaystyle T'=[T,x]=Tx-xT=-\operatorname {ad} (x)T}
tak, że
{\displaystyle T'{\bigg (}p(x){\bigg )}=T{\bigg (}xp(x){\bigg )}-xT{\bigg (}p(x){\bigg )}} dla każdego {\displaystyle p(x)\in K[x].}
Innymi słowy, pochodna Pincherlego to komutator {\displaystyle T} z mnożeniem przez {\displaystyle x} w algebrze endomorfizmów {\displaystyle \operatorname {End} \left(K[x]\right).}
Pojęcie to nazwano po włoskim matematyku, Salvatore Pincherle (1853–1936).

## Własności
Pochodna Pincherlego, jak każdy komutator jest różniczkowaniem, co oznacza, że spełnia prawa dodawania i mnożenia: dla danych dwóch operatorów liniowych {\displaystyle S} i {\displaystyle T} należących do {\displaystyle \operatorname {End} \left(K[x]\right)} jest
- {\displaystyle (T+S)'=T'+S',}
- {\displaystyle (TS)'=T'\!S+TS',} gdzie {\displaystyle TS=T\circ S} jest złożeniem operatorów,
- {\displaystyle [T,S]'=[T',S]+[T,S'],} gdzie {\displaystyle [T,S]=TS-ST} jest zwykłym nawiasem Liego.

Zwykła pochodna, {\displaystyle \operatorname {D} ={\frac {d}{dx}}} jest operatorem wielomianowym. Policzenie wprost daje, że jego pochodna Pincherlego to {\displaystyle \operatorname {D} '=\left({\tfrac {d}{dx}}\right)'=\operatorname {Id} _{K[x]}=1.}
Wzór ten uogólnia się do {\displaystyle \left(\operatorname {D} ^{n}\right)'=\left({\tfrac {d^{n}}{dx^{n}}}\right)'=n\operatorname {D} ^{n-1}} przez indukcję. Dowodzi to, że pochodna Pincherlego operatora różniczkowego {\displaystyle \partial =\sum a_{n}{\tfrac {d^{n}}{dx^{n}}}=\sum a_{n}\operatorname {D} ^{n}} również jest operatorem różniczkowym, a więc pochodna Pincherlego jest różniczkowaniem {\displaystyle \operatorname {Diff} (K[x]).}
Operator przesunięcia {\displaystyle S_{h}(f)(x)=f(x+h)} może być zapisany jako {\displaystyle S_{h}=\sum _{n}{\tfrac {h^{n}}{n!}}\operatorname {D} ^{n}} ze wzoru Taylora. Wtedy jego pochodna Pincherlego to {\displaystyle S_{h}'=\sum _{n}{\tfrac {h^{n}}{(n-1)!}}\operatorname {D} ^{n-1}=h\cdot S_{h}.} Innymi słowy, operatory przesunięcia są wektorami własnymi pochodnej Pincherlego, którego spektrum jest cała przestrzeń skalarów {\displaystyle K.}
Jeżeli {\displaystyle T} jest niezmiennicze ze względu na przesunięcia, tzn. jeżeli {\displaystyle T} komutuje z {\displaystyle S_{h}} lub {\displaystyle [T,S_{h}]=0,} to zachodzi wtedy również {\displaystyle [T',S_{h}]=0,} a więc {\displaystyle T'} również jest niezmiennicze ze względu na przesunięcia o to samo przesunięcie {\displaystyle h.}
„Operator delta z czasem dyskretnym” {\displaystyle (\delta f)(x)={\tfrac {f(x+h)-f(x)}{h}}} to operator {\displaystyle \delta ={\tfrac {1}{h}}(S_{h}-1),} którego pochodna Pincherlego jest operatorem przesunięcia {\displaystyle \delta '=S_{h}.}